# Fectola mira
Fectola mira är en snäckart som först beskrevs av Webster 1908.  Fectola mira ingår i släktet Fectola och familjen Charopidae. Inga underarter finns listade i Catalogue of Life.